# Govern de Portugal
El Govern és un dels quatre òrgans de la sobirania de la República Portuguesa. També és l'òrgan que porta a terme la política en general al país i l'òrgan superior en l'administració pública. És anomenat Constitucional, ja que està definit en la constitució portuguesa.
El govern té funcions polítiques, legislatives i administratives. Aquestes inclouen, entre altres coses, el poder de negociar amb altres països o organitzacions internacionals, presentar projectes de llei a l'Assemblea de la República, emetre decrets i prendre decisions administratives.